# Подгорный, Евгений Анатольевич
Евге́ний Анато́льевич Подго́рный (род. 9 июля 1977, Новосибирск) — российский гимнаст. Олимпийский чемпион 1996 года, бронзовый призёр Олимпийских игр 2000 года, серебряный призёр чемпионата мира 1999 года, многократный победитель и призёр чемпионатов Европы, России, обладатель кубка Гран-при во Франции, Кубка России.

## Биография
В 1999 году окончил Новосибирский государственный педагогический университет.

### Спортивная карьера
Спортивной гимнастикой начал заниматься в 1984 году. В 1990 году он становится мастером спорта, через четыре года — мастером спорта международного класса, и ещё через четыре года получает звание заслуженного мастера спорта. В составе сборной России по спортивной гимнастике с 1992 года.

### Общественная деятельность
С 2005 года Подгорный исполняет обязанности депутата Новосибирского областного Совета депутатов, ныне Законодательного Собрания Новосибирской области.
Также он является президентом по развитию Новосибирского городского общественного фонда поддержки социальных инициатив «Общее дело».

## Государственные награды
- Медаль ордена «За заслуги перед Отечеством» I степени (2001 год)[4]
- Медаль ордена «За заслуги перед Отечеством» II степени (6 января 1997 года) — за заслуги перед государством и высокие спортивные достижения на XXVI летних Олимпийских играх 1996 года[5]